# Fatehabad (Uttar Pradesh)
Fatehabad è una suddivisione dell'India, classificata come municipal board, di 19.318 abitanti, situata nel distretto di Agra, nello stato federato dell'Uttar Pradesh. 
La città è nota anche con l'antico nome di Samugarh.